# 莫爾維茨會戰
莫爾維茨會戰（德語：Schlacht bei Mollwitz），發生於1741年4月10日，是奧地利王位繼承戰爭早期階段的一場戰役，也是普魯士國王腓特烈大帝軍事生涯的第一場戰役。雙方在戰役中犯下了無數錯誤，腓特烈大帝更在途中逃離戰場，但普軍最終仍取得了勝利。這場戰役鞏固了普魯士王國對西里西亞的征服，並為腓特烈提供寶貴的戰場經驗。

## 會戰之起
1740年12月，腓特烈大帝和施維林元帥率領八萬普軍南下突擊西里西亞，短期之內毫無防禦準備的奧地利駐軍被擊潰，首府布雷斯勞陷落，只有尼斯堡（Niesse）等幾個孤立堡壘仍然堅守。但是圍城戰向非普軍所長，腓特烈率兩萬普軍屯兵尼斯堡堅城之下，準備長期圍困。1741年4月，奧地利元帥奈佩格（Neipperg）領兵近兩萬，突然從西里西亞東面的摩拉維亞境內發起進攻，來救尼斯堡，由此在莫爾維茨村引發莫爾維茨會戰。

## 兩軍交鋒
奧軍突然發起反攻的時候，正值普軍主力圍城陷於僵局，分散兵力四出搜集草料給養之際，更糟糕的是，整個冬季，佔領西里西亞的普軍都沒有採取任何鞏固新佔領區的措施，因此奧軍可以沒有任何障礙長驅直入，當腓特烈和施維林緊急收攏普軍主力的時候，奈伯格元帥的機動技巧更勝他們一籌，搶先進至尼斯堡城下解圍，自己背靠堅城，反而把原本圍城的普軍隔絕在尼斯河對岸。4月10日，腓特烈完成緊急集結，率21,600普軍，以5路縱隊向尼斯堡城下的奧軍19,000人進攻。腓特烈一生戰役基本都是處於兵力劣勢，善於以少勝多，但這次是他為數不多的兵力對比佔據優勢的會戰之一。步兵上普軍精兵16,800人對奧軍1萬素質良莠不齊的步兵，但是在騎兵上，奧地利的8,000精騎對普軍4,000人佔有優勢。普軍在步兵與火炮上佔優，而奧軍則在騎兵上佔優。
因為缺少優秀騎兵的緣故，戰前普軍偵察不力，腓特烈事先並不清楚奧軍主力的具體位置，因此過早將行軍縱隊展開成橫隊作戰隊形，而敵軍還在遠處，這樣就喪失了戰術上先發制人的優勢。雙方陣線呈南北展開，普軍在東奧軍在西，兩軍的北側翼突前。中午1點半，奧軍左翼羅默爾（Romer）騎兵師4,500人首先發動進攻，很快擊潰普軍右翼頂端的2,000騎兵，腓特烈本人親自趕往也不能阻止右翼敗退 之勢。接著，奧地利騎兵又進攻普軍左翼，在激烈的戰鬥中，奧地利的羅默爾和普魯士的舒倫堡（Schulenberg）兩位騎兵將軍全都陣亡。
短兵相接的慘烈戰鬥，和兩翼的暫時挫敗，把初次指揮大戰的腓特烈嚇得不輕，下午4點，他把指揮權交給施維林元帥，自己帶少數近衛退出戰場休息，以為自己的第一次戰役已經這樣不光彩地一敗塗地。但是他沒有想到，普魯士步兵的素質在不利的戰場形勢下發揮了關鍵作用：施維林指揮步兵巋然不退，擊退奧地利騎兵和步兵一次又一次進攻，最終是普魯士軍隊的紀律和意志力和施維林的指揮，為腓特烈贏得了這艱難的第一場戰役的勝利。奧地利步兵主力戰鬥力不強，最終不得不承認失敗，撤出戰場。是役普軍損失4,850人，奧軍損失4,550人，幾乎相等。

## 戰役影響
作為後來歐洲歷史上的一代名將，腓特烈的第一次戰役贏得並不太光彩。但是一個象腓特烈那樣具有哲學家頭腦和思辯能力的人，善於總結和汲取教訓是他的長處。首先，年輕的腓特烈受施維林等元老的影響太深。本來腓特烈戰前很久就想讓普軍先鞏固佔領區修築工事，並且適當集中兵力。但是施維林元帥主張先解決糧草供應問題，腓特烈沒有堅持己見，否則也不會造成戰前分兵那樣的尷尬局面。自這場戰役之後，腓特烈學會了凡事依靠自己的判斷，再也沒有被部下將領的不同意見所左右。第二個教訓是，普魯士軍隊的偵察能力和騎兵急需加強，沒有精銳騎兵，也就沒有好的偵察。
在莫爾維茨會戰後，法國、巴伐利亞、 薩克森和西班牙紛紛加入普魯士陣營，英國則跟奧地利結盟以打擊法國。但是普魯士反而進入休整，因為腓特烈的目的是吞併西里西亞，現在目的已經達到，他沒有興趣為巴伐利亞公爵夫人的繼承權或捲入法奧的世仇之中。而奧地利，也急於把奈伯格元帥的軍團用於抵抗法國和巴伐利亞，所以普奧之間達成秘密休戰協議。